# ХК Малме редхокси
ХК Малме редхокси (швед. Malmö Redhawks) професионални је шведски клуб хокеја на леду из града Малмеа. Тренутно се такмичи у СХЛ лиги, највишем рангу професионалног клупског такмичења у Шведској. 
Утакмице на домаћем терену клуб игра на леду Малме арене капацитета 12.600 седећих места, саграђене 2008. године. Боје клуба су црна, црвена и бела.
Највеће успехе у историји клуб је остварио током 1990-их година када су освојене и једине две титуле националног првака − у сезонама 1992. и 1994. године.

## Историјат
Историја клупског хокеја у Малмеу започела је још 1947. године када су се играчи фудбалског клуба Малме током зимског дела године да би одржали форму такмичили на хокејашким турнирима. Хокејашка секција фудбалског клуба Малме издвојила се у засебан спортски клуб 28. фебруара 1972. и на тај дан је званично основан Хокејашки клуб Малме (швед. Malmö Ishockeyförening; скраћено МИФ).
Првих 17 сезона екипа се такмичила у нижим лигашким такмичењима, а први наступ у елитној шведској лиги остварили су у сезони 1989/90. када су освојили прва места и у првој дивизији и у квалификацијама за попуну елитне лиге. Екипа је потом наредних 15 сезона у континуитету играла у највишем рангу и у том периоду освојене су две титуле националног првака (сезоне 1991/92. и 1993/94), а остварена су и још четири пласмана у полуфинале. 
У међувремену клуб је у два наврата мењао име, 1996. постаје МИФ редхокси (MIF Redhawks), а садашње име носи од 2003. године. 
Током сезоне 2008/09. екипа се преселила у новосаграђену Малме арену, једну од најмодернијих спортских дворана у земљи. У јануару 2009, током играња у другој лиги клуб је био на ивици банкрота због чега су раскинути сви професионални уговори са играчима. Клуб је финансијски консолидован током 2012. године, а у сезони 2014/15. екипа Малмеа је поново успела да се врати у елитни ранг шведског хокеја, а већ у сезони 2016/17. успели су да заиграју у плеј-офу СХЛ-а, по први пут након 14 година (у полуфиналној серији поражени укупним резултатом 1:4 од екипе ХВ71). 

## Култни играчи
Пет бројева је повучено из употребе на дресовима овог клуба:
- #1  Петер Линдмарк (Г)
- #5  Ројер Нордстрем (Г)
- #18  Патрик Силвегорд (Н)
- #25  Кај Олсон (Н)
- #66  Матс Луст (О)